# Kemenade

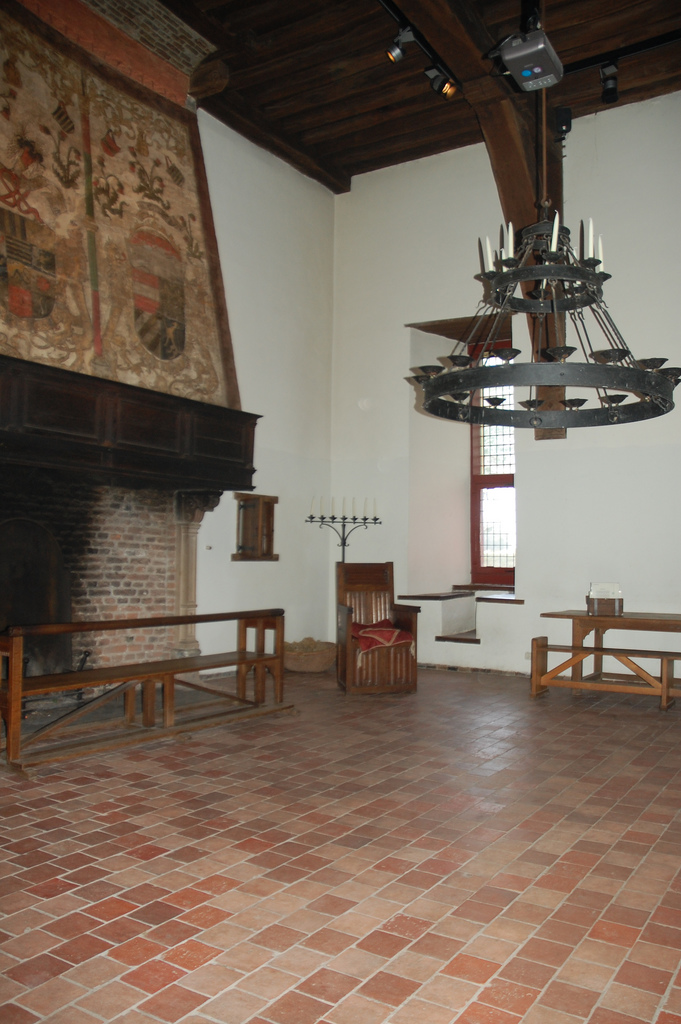
Woonkamer van slot Loevestein

De kemenade of kemenate (Latijn: cemenata/caminus) is een van de belangrijkste ruimten van een middeleeuwse burcht, voorzien van een open haard en stenen schoorsteen.
Het was de warmste en gerieflijkste kamer van het kasteel. Vaak betrof het de centrale hal en de daarboven gelegen slaapkamer van de burchtheer en diens familie, met name de plaats waar de vrouw des huizes verbleef. Vooral de vrouwen zochten elkaar daar op om te handwerken en te praten. De kemenade stond dan ook wel te boek als het vrouwenvertrek. Voor de haard bevond zich vaak een bank met omklapbare rugleuning, zodat de bewoners afwisselend voor- en rugzijde naar het vuur konden keren.
Daarnaast was er een grote haard in de ridderzaal, waar vergaderingen en feesten werden gehouden en waar ook gegeten werd. Vanzelfsprekend was er ook een haard in de keuken.
Het woord kemenade is afgeleid van het Latijnse woord caminus, wat "haard" betekent, of caminata, wat "verwarmd" betekent. Vgl. ook met het Franse woord cheminée ("schoorsteen") maar ook het Duitse woord Kamin en het Engelse chimney komen hier vandaan.

## Afgeleiden
In Wijnbergen staat een kasteeltje uit de 16e eeuw dat Kemnade heet. Later werden ook boerderijen met een stookplaats genoemd als kemenade. In de regio Eindhoven bij het dorp Son, stond in de 15e eeuw een soortgelijke boerderij. Deze was eigendom van de familie De Nijs. Zij werden in de loop der tijd steeds vaker 'van de kemenade' genoemd. Nog steeds wonen er in deze regio erg veel naamgenoten van de familie.